# Kínai paradicsomhal
A kínai paradicsomhal (Macropodus opercularis) a csontos halak (Osteichthyes) osztályába, a sügéralakúak (Perciformes) rendjébe és a gurámifélék (Osphronemidae) családjába tartozó faj.

## Előfordulása
Kelet-Ázsiában, Kína, a Koreai-félsziget és Vietnám vizeiben honos. A Hajnan és Tajvan szigeteken is előfordul. A faj érdekessége, hogy a mezőgazdasági kultúra fejlődéséhez jól alkalmazkodott és élőhelyévé vált a megművelt rizsföldek árterülete. A folyókban is megtalálható egészen a brakkvízig. Látványos megjelenése és jó alkalmazkodó képessége miatt világszerte kedvelt édesvízi akváriumi hal.

## Megjelenése
Teste hosszúkás, melynek hossza 8-11 centiméter. A hím nagyobb és színesebb, mint a nőstény. Szája felső állású, a mellúszói áttetszőek. A hasúszók első sugarai vörösek, a farokalatti úszója a végbél-nyílástól a faroktőig tart. A hátúszója is sajátságosan a háta közepétől a faroktövéig terjed. A farokúszó lantformára emlékeztet és benne az alsó és felső sugarak hosszabbak. A testszíne a háton barnás, fekete foltokkal tarkítva, míg az oldala és a hasa kékes alapszínezetű. A hal színvilágát változatossá teszi, hogy vörös függőleges csíkok futnak át a testén. A kopoltyúfedőjén látszik egy fekete folt mely a névadásban is segített, hiszen ennek a latin neve operculum.

## Életmódja
Ragadozó halként szereti az élő zsákmányt. Akváriumi tartásban a tubifex és az iszapféreg a kedvence.

## Szaporodása
Szaporításukkor különösen ügyelni kell a különféle paraméterekre, valamint az íváshoz már előre el kell különíteni a párt. A legjobb egy üveglappal kettéválasztani az akváriumot, hogy a partnerek láthassák, de ne érinthessék egymást. A víz hőmérsékletét ilyenkor körülbelül 27-28 °C-ra kell emelni. A hím elkészíti a habfészket, ekkor óvatosan kiemelhetjük az üveglapot s végignézhetjük a párzást, ami a habfészek alatt zajlik, mert ott a nőstény, ha kell, el tud bújni a növények között, ugyanis a hím nagyon vad és szenvedélyes. A párzás utána a nőstényt mielőbb ki kell emelni a vízből. Az ivadékok ebben a habfészekben nevelkednek, amint úszni tudnak, sóféreg lárvával kell etetni őket.

## Galéria
|  |  |  |

### Internetes leírások a kínai paradicsomhalról
- A faj adatlapja a FishBase oldalán. FishBase. (Hozzáférés: 2011. december 15.)
- Chinese Fighting Fish Macropodus opercularis (Linnaeus, 1758). BioLib.cz. (Hozzáférés: 2011. december 14.)
- A taxon adatlapja az ITIS adatbázisában. Integrated Taxonomic Information System. (Hozzáférés: 2011. december 15.)
- Macropodus opercularis (angol nyelven). NCBI. (Hozzáférés: 2010. október 14.)
- Macropodus opercularis (Linnaeus, 1758) (angol nyelven). uBio. (Hozzáférés: 2011. december 15.)
- Macropodus opercularis (francia nyelven). aquabase.org. [2011. július 15-i dátummal az eredetiből archiválva]. (Hozzáférés: 2011. december 15.)